# Palladiová čerň
Palladiová čerň je houbovitá forma palladia, díky svému velkému povrchu použitelná jako vysoce aktivní katalyzátor hydrogenačních reakcí.
Stejné označení se někdy používá i pro černou sraženinu elementárního palladia vznikající rozkladem některých komplexů palladia.

## Příprava
Palladiová čerň se obvykle připravuje z chloridu palladnatého nebo amonno-palladnatého. Reakcí chloridu palladnatého s hydroxidem lithným se vytváří hydroxid palladnatý, který se následně redukuje plynným vodíkem, zatímco u chloridu amonno-palladnatého se používá roztok kyseliny mravenčí a výsledný produkt se vysráží hydroxidem draselným.